# Jon Henry
Pour les articles homonymes, voir Henry.
Jon Henry (né en 1982 à New York, dans l'arrondissement du Queens) est un photographe américain, dont le travail aborde les thèmes de la famille, des problèmes socio-politiques, du deuil, des traumatismes et de la guérison au sein de la communauté afro-américaine aux États-Unis.

## Biographie
Né dans l'arrondissement du Queens, Jon Henry étudie au Cuny Queens college de 2006 à 2009, puis il poursuit sa formation à la New York Film Academy, où il étudie la photographie en 2010-2011. Il vit et travaille à Brooklyn.
Jon Henry travaille actuellement sur une série intitulée « Stranger Fruit », commencée en 2014, créée en réponse aux meurtres d'hommes noirs à travers le pays, victimes de la violence policière. Il a sillonné les États-Unis pour faire poser des mères Afro-Américaines, tenant leurs fils dans leurs bras comme s'ils étaient morts. À propos de ce projet, pour lequel il a choisi de se concentrer sur les mères, il explique sa démarche ainsi « Perdue dans la fureur de la couverture médiatique, des poursuites et des manifestations, c'est le sort de la mère, qui, quelle que soit l'issue juridique, doit continuer sans son enfant. Je me suis mis à photographier les mères avec leurs fils dans leur environnement, en reconstituant ce qui doit être ressenti pour endurer cette douleur. Les mères sur les photos n'ont pas perdu leur fils, mais elles comprennent la réalité de ce qui pourrait arriver à leur famille. » 
Ce travail a été publié dans plusieurs magazines, et notamment dans le National Geographic en octobre 2020. 
Cette série, toujours en cours, a été récompensée en 2020 par le prix Arnold-Newman pour les nouvelles orientations du portrait photographique.
Jon Henry a été désigné en février 2021 comme l'un des NEXT100 du magazine Time pour 2021

## Expositions

### Expositions personnelles
- 2017 : Galerie Nurtureart, Brooklyn, New York
- 2018 : Galerie ShopKeepers, Washington
- 2018 : Fondation NARS, Brooklyn, New York
- 2018 : BRIC arts, Brooklyn, New York
- 2018 : New Image Gallery, Université James Madison, Harrisonburg, Virginie
- 2019 : Pool Art Center Gallery, Université de Drury (en), Springfield, Missouri
- 2020 : Francis Lewis Gallery, Queens, New York
- 2020 : Big Day Film Collective, Collingswood, New Jersey
- 2021 : KP Gallery, Seoul, Corée du Sud
- 2021 : Blue Sky Gallery, Portland, Oregon
- 2021 : DotFiftyOne Gallery, Miami, Floride
- 2021 : Wheaton College, Wheaton, Illinois

### Expositions collectives
- 2008 : Queens Treasures, Francis Lewis Gallery, Queens, New York
- 2011 : NYFA Graduating Class Exhibition, New York Film Academy, New York
- 2013 : RAW Artists presents: Expressions,  Mi-5 Gallery, New York
- 2017 : Intricacies of Love: Closing Reception Pop Up , Bronx Art Space Annex, New York
- 2017 : Arts to End Violence, Ron Taylor Gallery, Brooklyn, New York
- 2017 : On Freedom, Aperture Foundation, New York
- 2017 : Labs New Artists, Red Hook Labs, Brooklyn, New York
- 2017 : No Church In The Wild, El Barrio’s Art Space PS108
- 2017 : Photoville, Brooklyn, New York
- 2017 : MultipleSides of the Bed, Minka, Brooklyn, New York
- 2017 : ThreeMinutes Exhibition, Hamilton Landmark Galleries, New York
- 2017 : Open(C)all: Truth, BRIC Arts, Brooklyn, New York
- 2017 : Uproot, Smack Mellon, Brooklyn, New York
- 2017 : Spectrum Art, Miami, Floride
- 2017 : ImaginedCommunities: Nationalism and Violence, Rubber Factory, Manhattan, New York
- 2018 : Strength inPractice, Gallery CA/Waller Gallery, Baltimore, Maryland
- 2019 : WeRise LA, Los Angeles, Californie
- 2019 : LensCulture Emerging Talent, Galerie Joseph, Paris, France
- 2020 : PhotoLA, Los Angeles, Californie
- 2020 : Distinction, PCNW, Seattle, État de Washington
- 2020 : En Foco Fellowship Exhibition, Bronx, New York
- 2020 : American Dream, PCNW, Seattle, État de Washington
- 2020 : Listening for the Unsaid, The Racial Imaginary Institute (Digital)
- 2020 : This is America, University of Kentucky Art Museum (UKAM), Lexington, Kentucky
- 2020 : Artists Respond, Russell Fine Arts Gallery, Henderson State University, Arkadelphia, Arkansas
- 2020 : Arnold Newman Prize, Griffin Museum of Photography, Winchester, Massachusetts
- 2021 : On Protest and Mourning , CCCADI (Digital)
- 2021 : Cortona On the Move Festival, Cortone, Italie
- 2021 : On Turning Ten: An i3 Family Album, Photoville, Brooklyn, New York
- 2021 : 8th Catholic Arts Biennial, Saint Vincent College, Latrobe, Pennsylvanie

## Récompenses et distinctions
- 2017 : Sélectionné pour le Lucie Award « Artiste émergeant »
- 2017 : Smack Mellon Hot Picks
- 2017 : BRIC Best in Show at Open (C)all Truth
- 2019 : LensCulture: Emerging Talents
- 2019 : Film Photo Prize: Continuing Film Project
- 2020 : En Foco Fellowship
- 2020 : 1st Place - PCNW DISTINCTION
- 2020 : Prix Arnold-Newman pour les nouvelles orientations du portrait photographique
- 2021 : Inaugural Silver List
- 2021 : TIME Next 100
- 2021 : 1st Prize Award in Sacred Arts at the Catholic Arts Biennial
- 2021 : Prix Critics Choice Award de Lens Culture
- 2021 : Feature Shooting Emerging